# Героїв Дніпра (станція метро)
50°31′21″ пн. ш. 30°29′55″ сх. д. / 50.52250° пн. ш. 30.49861° сх. д.
«Геро́їв Дніпра» — 25-та станція Київського метрополітену. Кінцева станція Оболонсько-Теремківської лінії, розташована після станції «Мінська». Відкрита 6 листопада 1982 року. Названа за однойменною вулицею.

## Конструкція
Конструкція станції — колонна трипрогінна мілкого закладення із збірних залізобетонних елементів з острівною платформою.
Колійний розвиток:
- перехресний з'їзд і одна станційна колія для відстою рухомого складу наприкінці лінії;
- 3-я та 4-а станційні колії переходять у двоколійну ССГ з електродепо ТЧ-2 «Оболонь».

Платформа станції з двох сторін сполучена сходами з підземними касовими вестибюлями. Виходи та входи до вестибюлів виконані в єдиному комплексі з транспортною розв'язкою на перетині Оболонського проспекту і вулицею Героїв Дніпра. Наземні вестибюлі відсутні.

## Опис
Станція мілкого закладання колонного типу з просторими вестибюлями. Назва станції пов'язана з темою героїв німецько-радянської війни та з темою перемоги над нацистами — колони оздоблені у вигляді смолоскипів, в такому ж стилі виконано й освітлення. На колійній стіні смуга з різних видів полірованого каменю, що символізує кольори стрічки радянського ордена Слави. У вестибюлях розміщено вітражі, що передають героїчні події минулих років.

## БудівництвоТРЦнад станцією
Всередині розв'язки на Героїв Дніпра, раніше був сквер, в який потрапляли люди, виходячи зі станції метро, але у 2000-х його змінили на пусту площу де з часом з'явилися МАФи. У 2003 році компанія Елікон виграла інвестиційний конкурс на будівництво в тому місці ТРЦ. У 2005 компанія оформила оренду на ділянку площі, а у 2007 — на ділянку розв'язки. Проєкт ТРЦ не погодила ДАІ, тож з 2009 забудовник з ними судився поки не виграв суд у 2012 і наступного року подовжив орендний договір.
У квітні 2016 року на площі почали встановлювати паркан і коридор для виходу зі станції, пояснюючи це хімічним закріпленням ґрунтів. Влітку у площу облаштували з'їзд для будівельної техніки з перекритої частини розв'язки і почали бити палі для будівництва ТРЦ Oasis. Місцеві мешканці з самого початку були проти будівництва і навіть перекривали вулицю, проте зведення тривало. У 2017 році для будівництва двох напівпідземних переходів, що вестимуть у ТРЦ було частково перекрито Оболонський проспект і перебудовано половину розв'язки, наступного року таким чином збудували переходи і з протилежної сторони. ТРЦ відкрився у 2019 році і став також використовуватися як вестибюль станції.

## Інтернет
3 липня 2020 оператор зв'язку Київстар спільно з двома операторами почав надавати на станції послуги 4G зв'язку з використанням частот у діапазонах 1800 МГц та 2600 МГц на станції і в тунелі, примикаючому до станції Мінська.

## Пасажиропотік
| Рік                           | 2009 | 2011 | 2012 | 2013 | 2014 | 2015 | 2016 | 2017 | 2018 |
| ----------------------------- | ---- | ---- | ---- | ---- | ---- | ---- | ---- | ---- | ---- |
| Пасажиропотік, тис. осіб/добу | 38,6 | 37,5 | 36,1 | 36,0 | 34,3 | 33,7 | 32,3 | 30,4 | 28,5 |

## Галерея

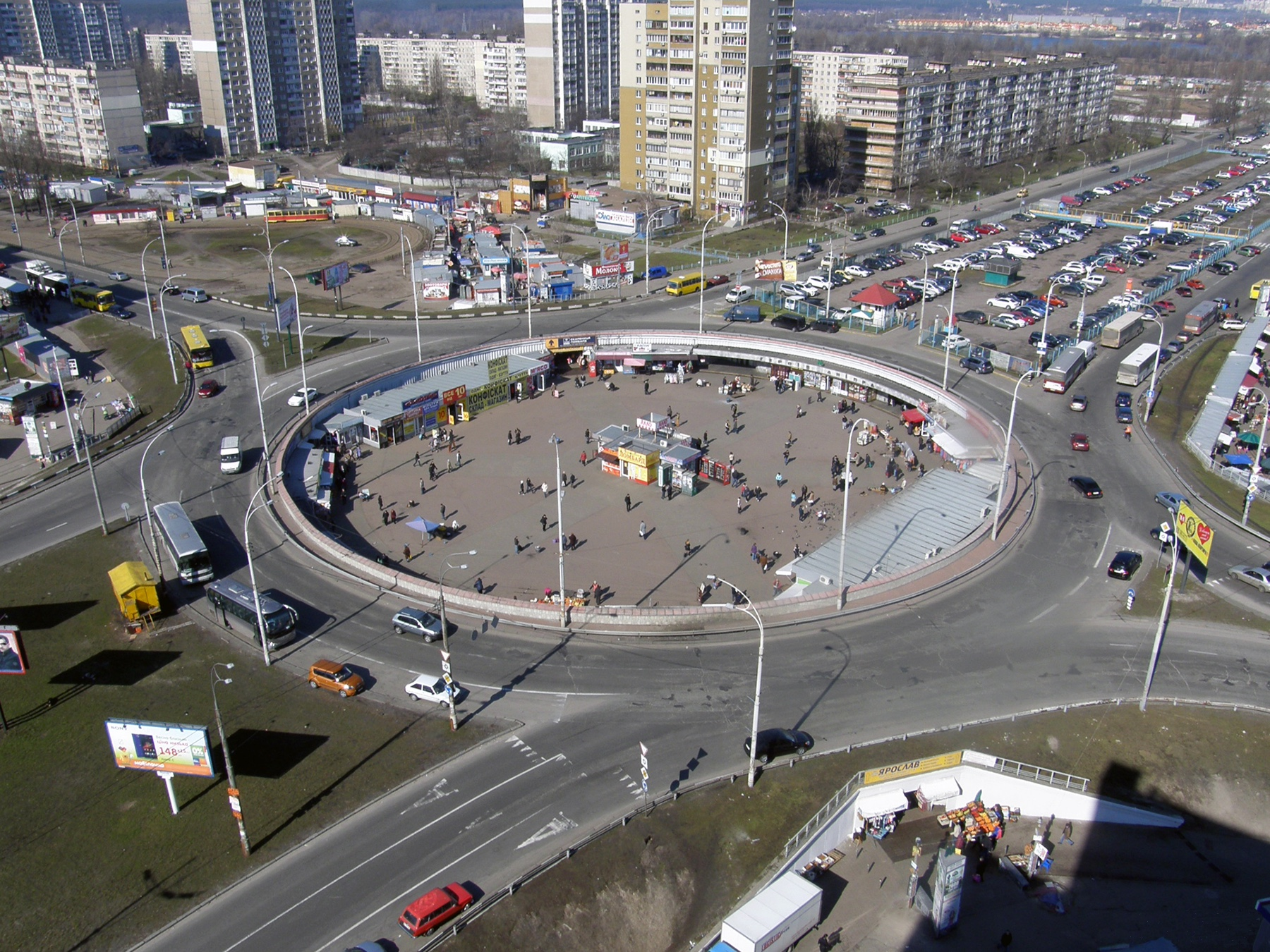
Кругла площа на розв'язці Оболонського проспекту і вул. Героїв Дніпра (у 2019 році тут зведено ТРЦ)
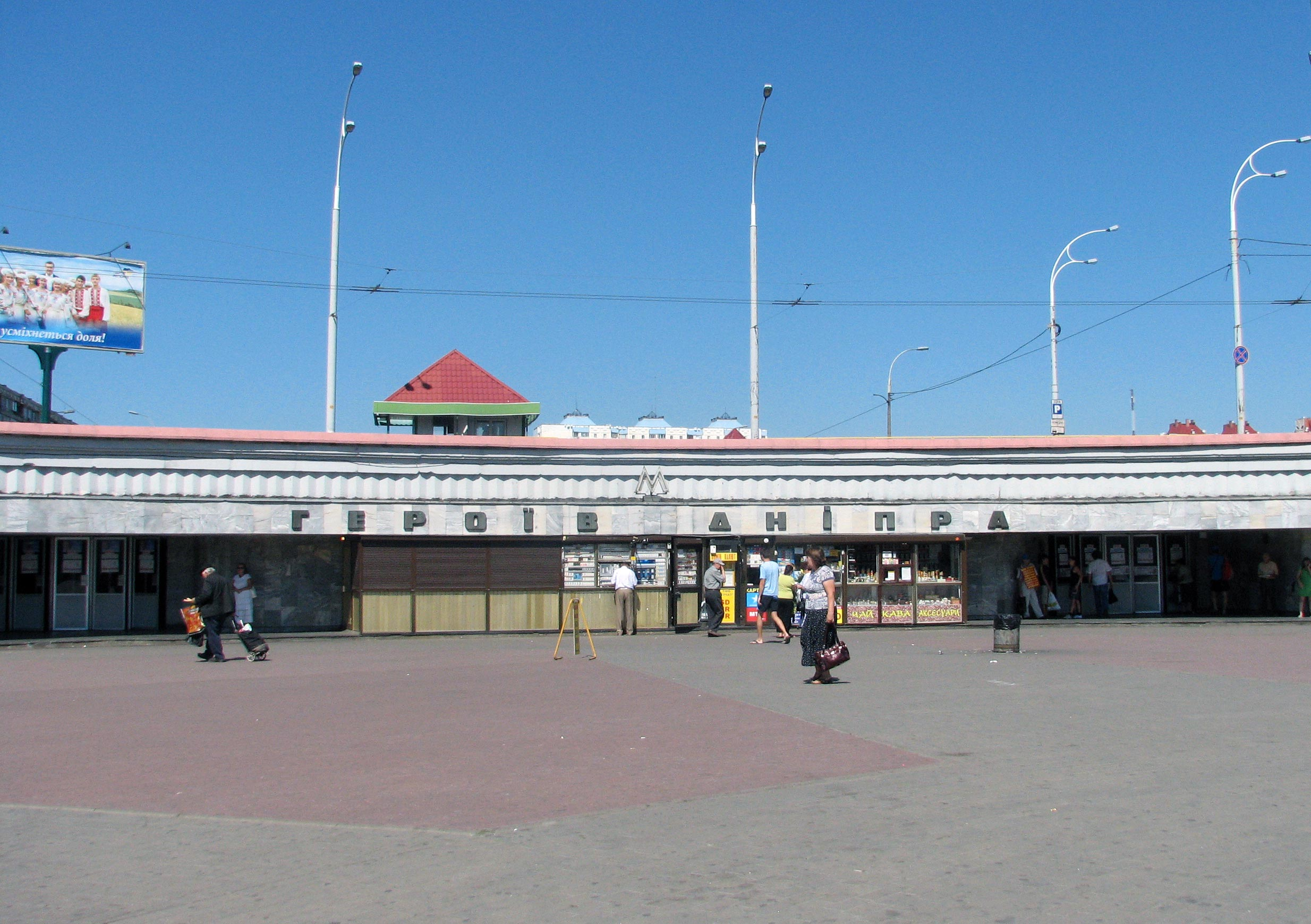
Два підземних вестибюлі станції «Героїв Дніпра», які вбудовані в автодорожню розв'язку, вихід здійснюється на круглу площу всередині розв'язки (у 2019 році тут зведено ТРЦ)
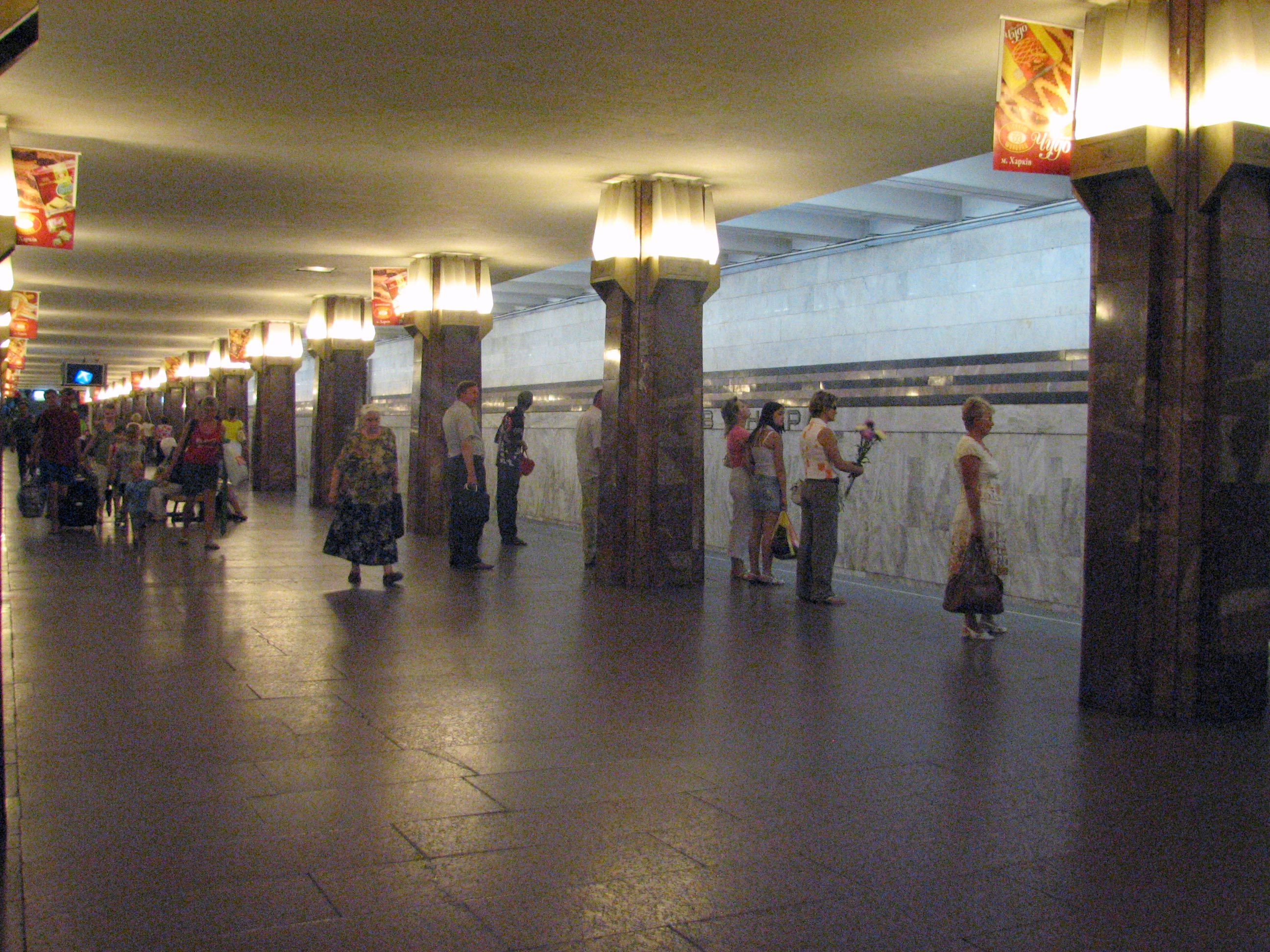
Інтер'єр станції, вид на першу колію
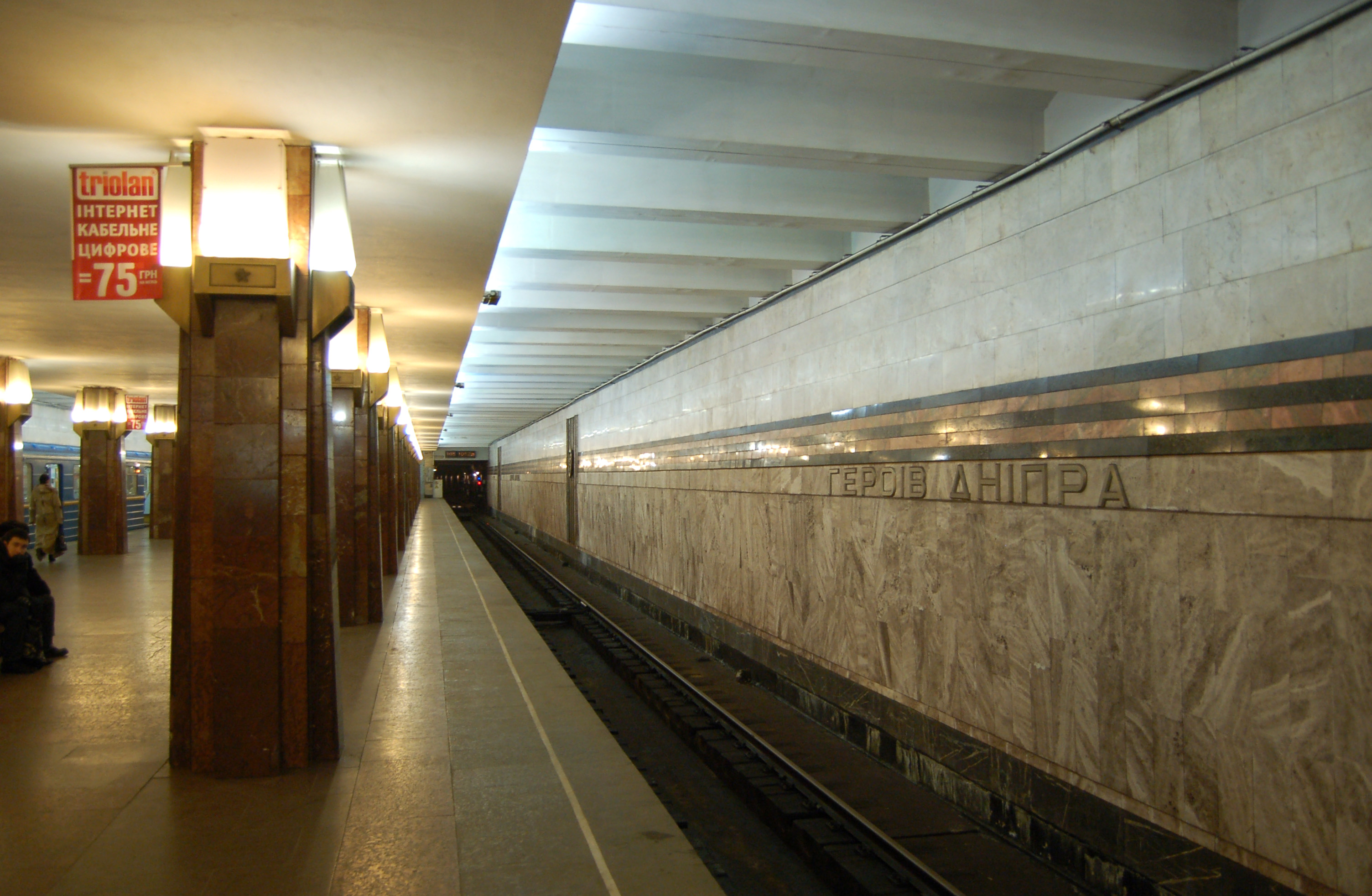
Посадкова платформа, друга колія
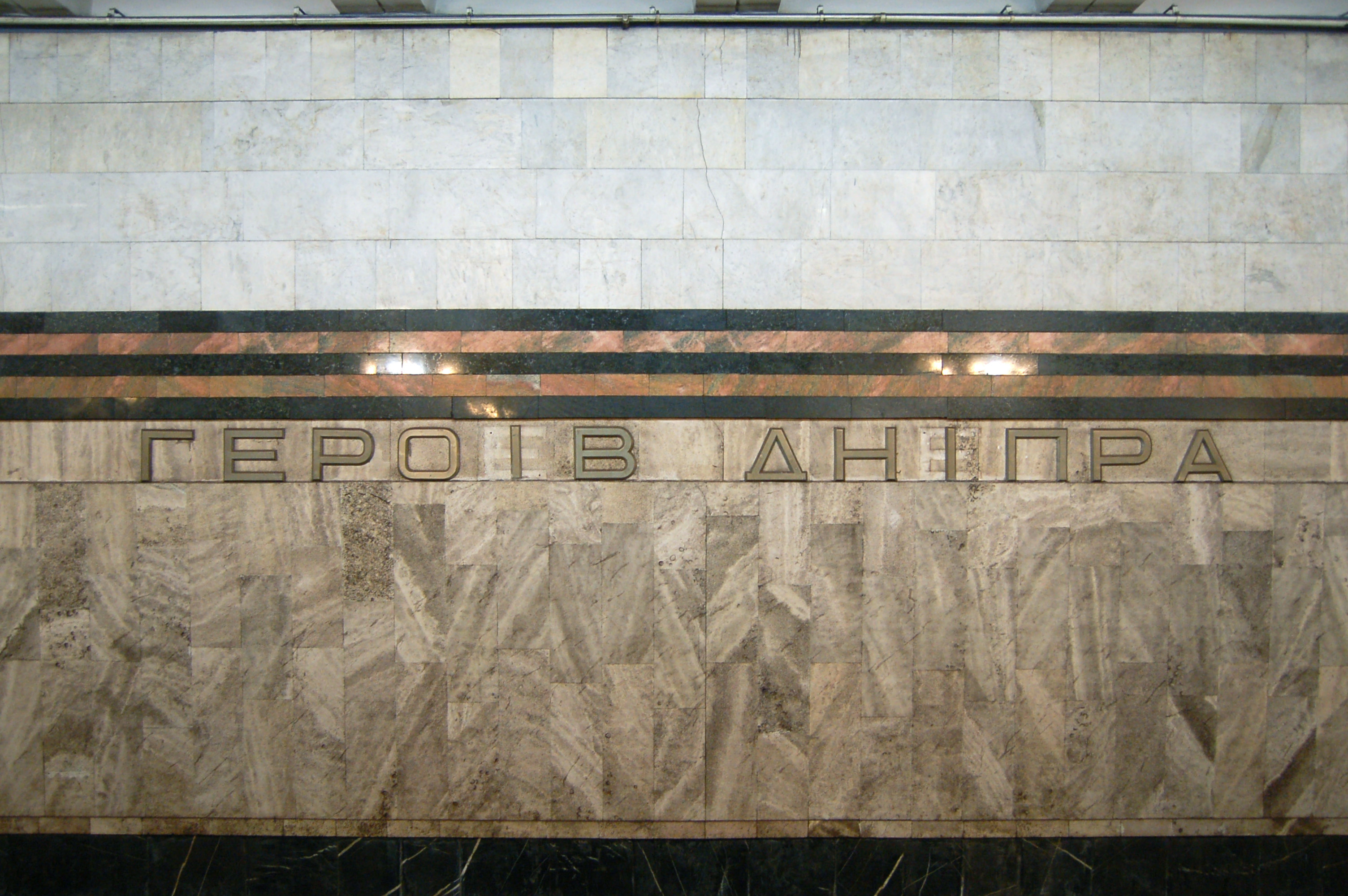
Назва станції на колійній стіні, перша колія
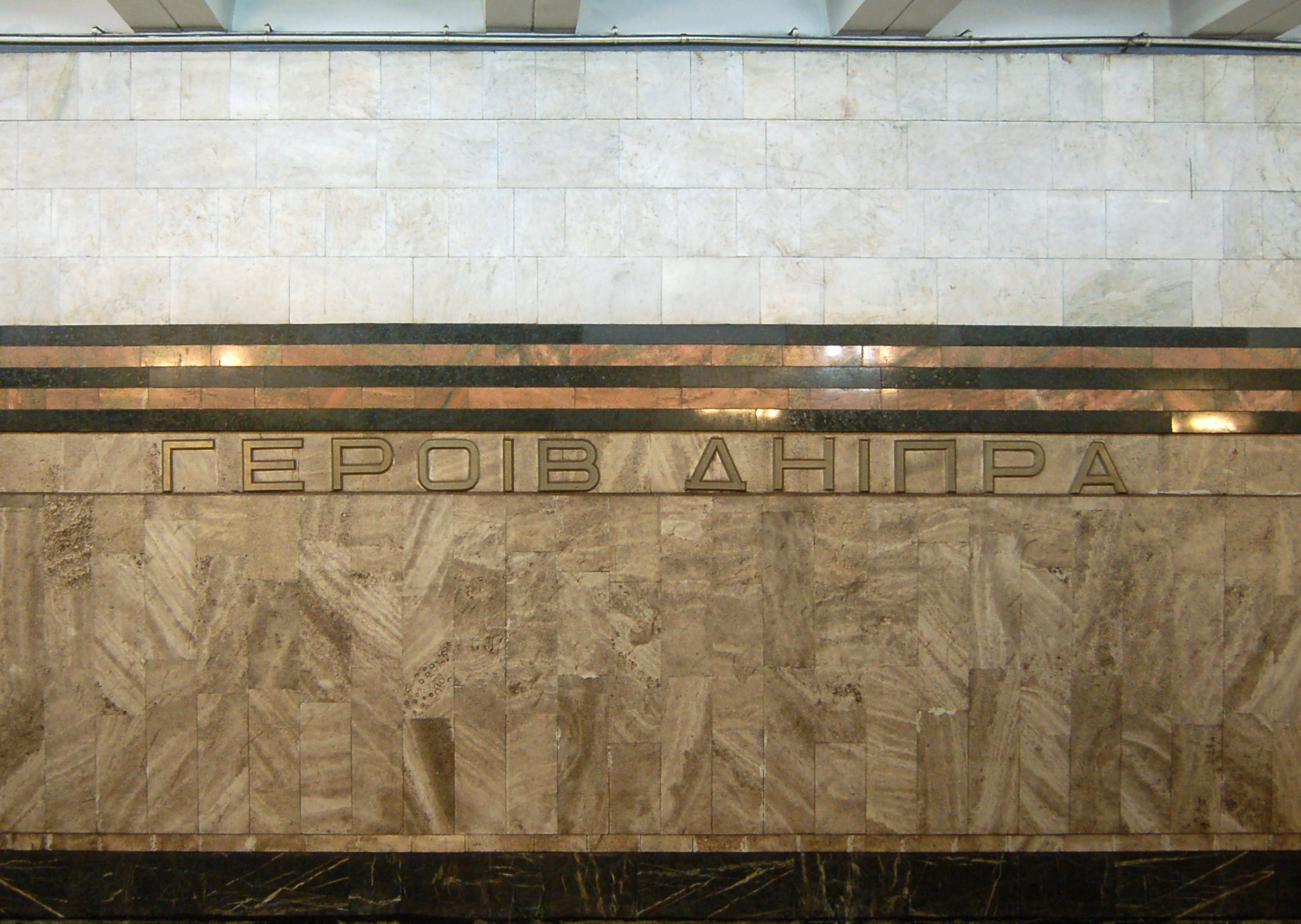
Назва станції на колійній стіні, друга колія
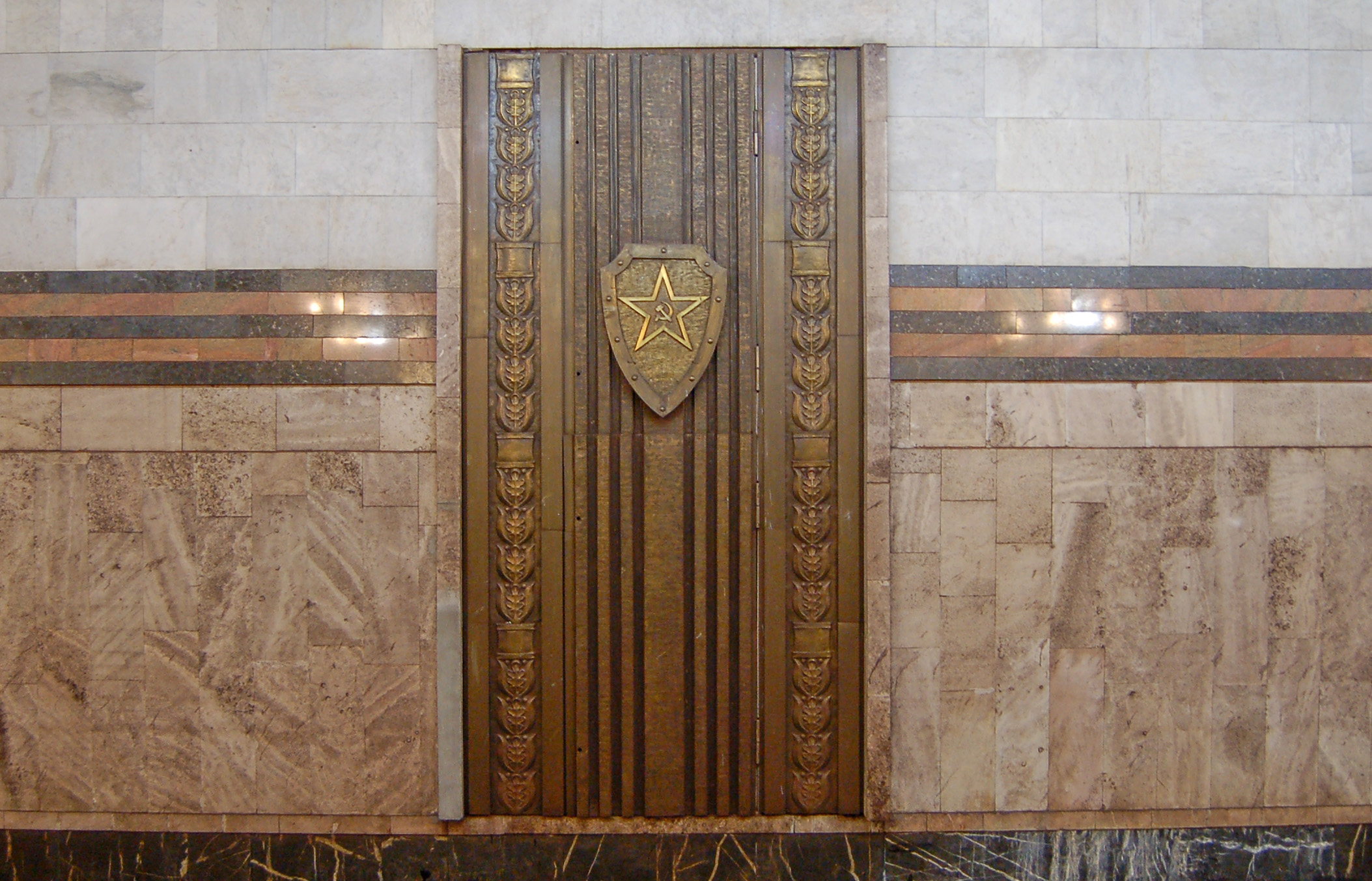
Дверцята з емблемою Сухопутних військ на колійній стіні (демонтовано в 2015)
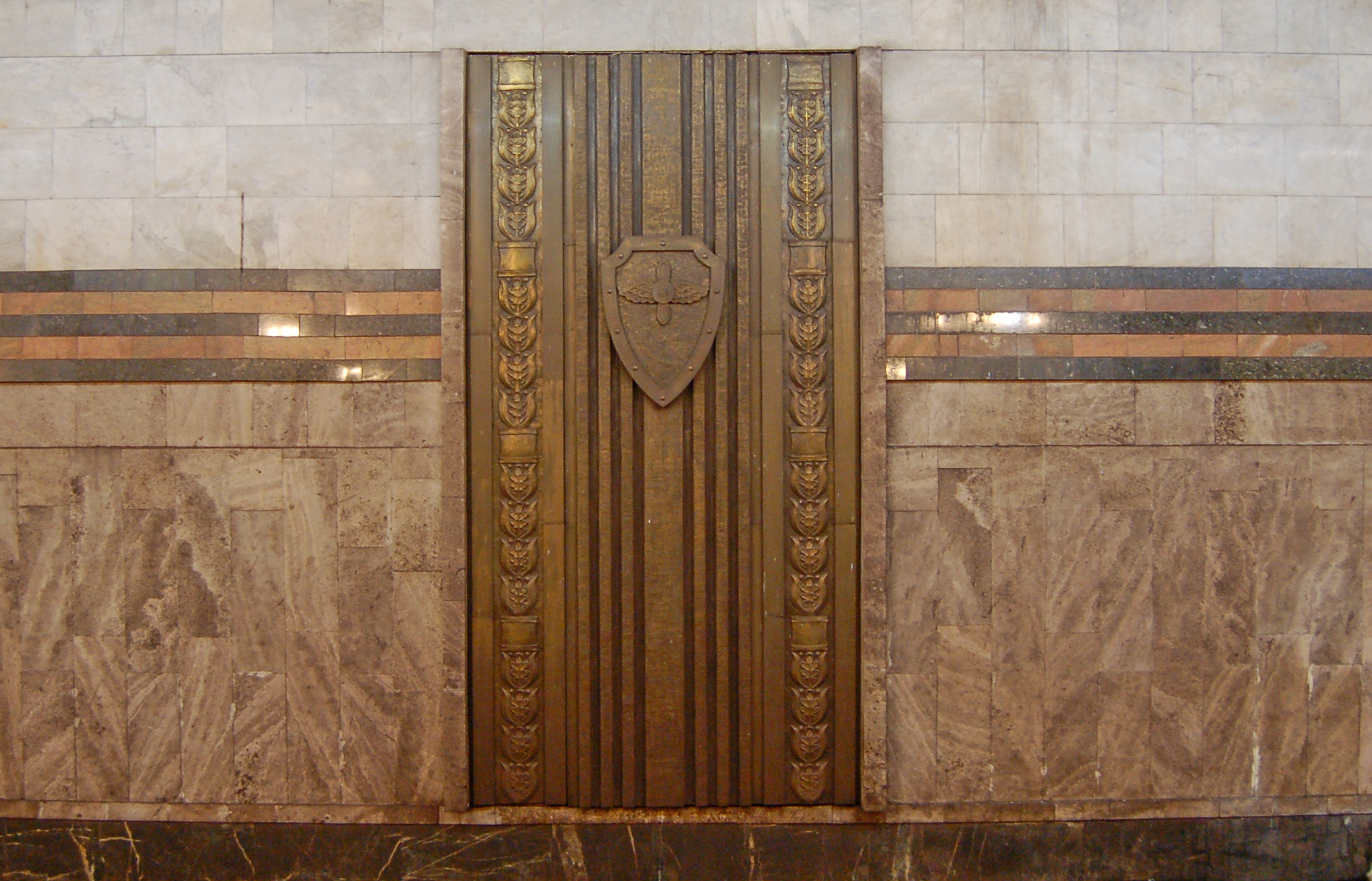
Дверцята з емблемою Військово-повітряних сил на колійній стіні
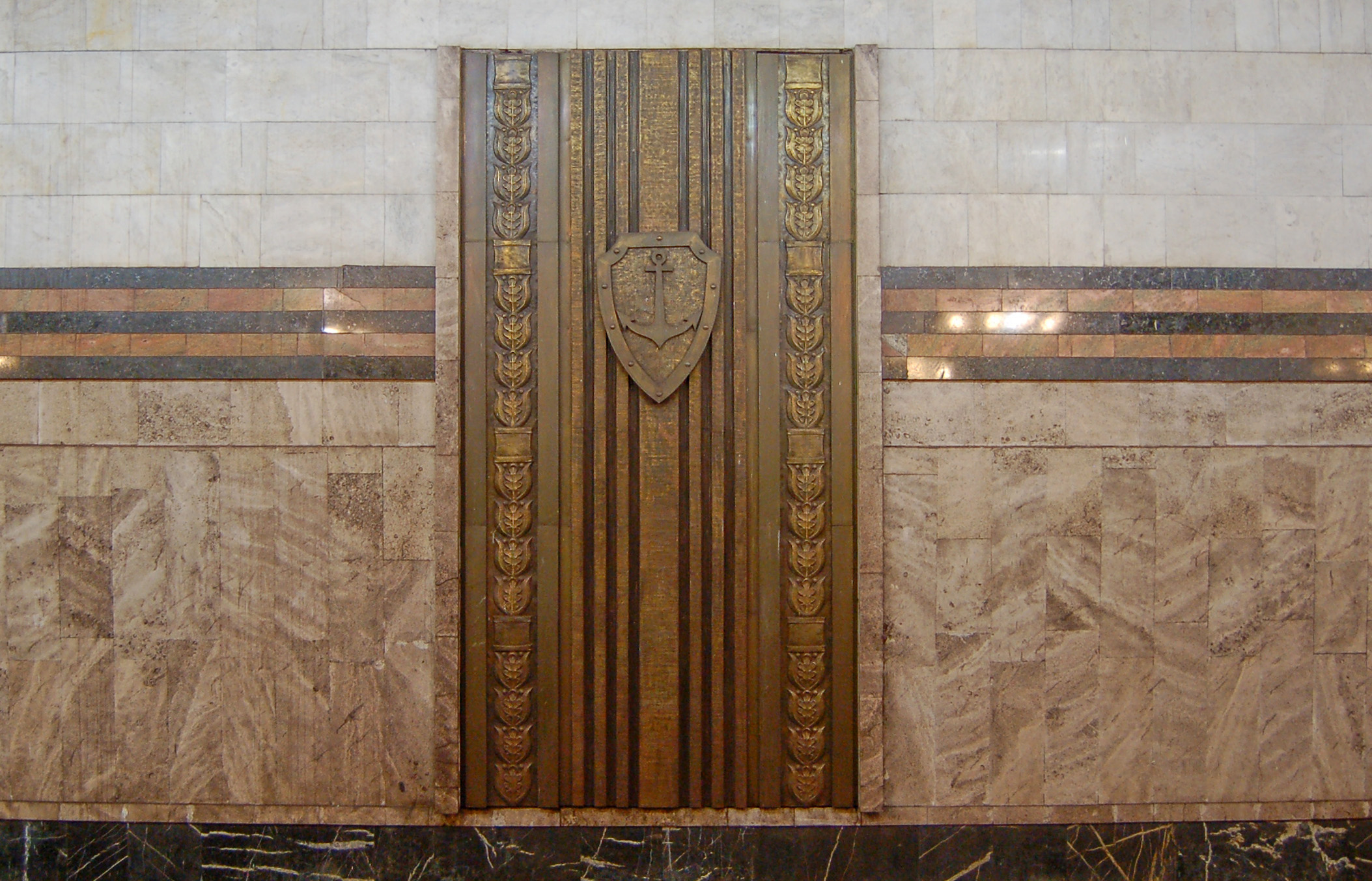
Дверцята з емблемою Військово-морського флоту на колійній стіні
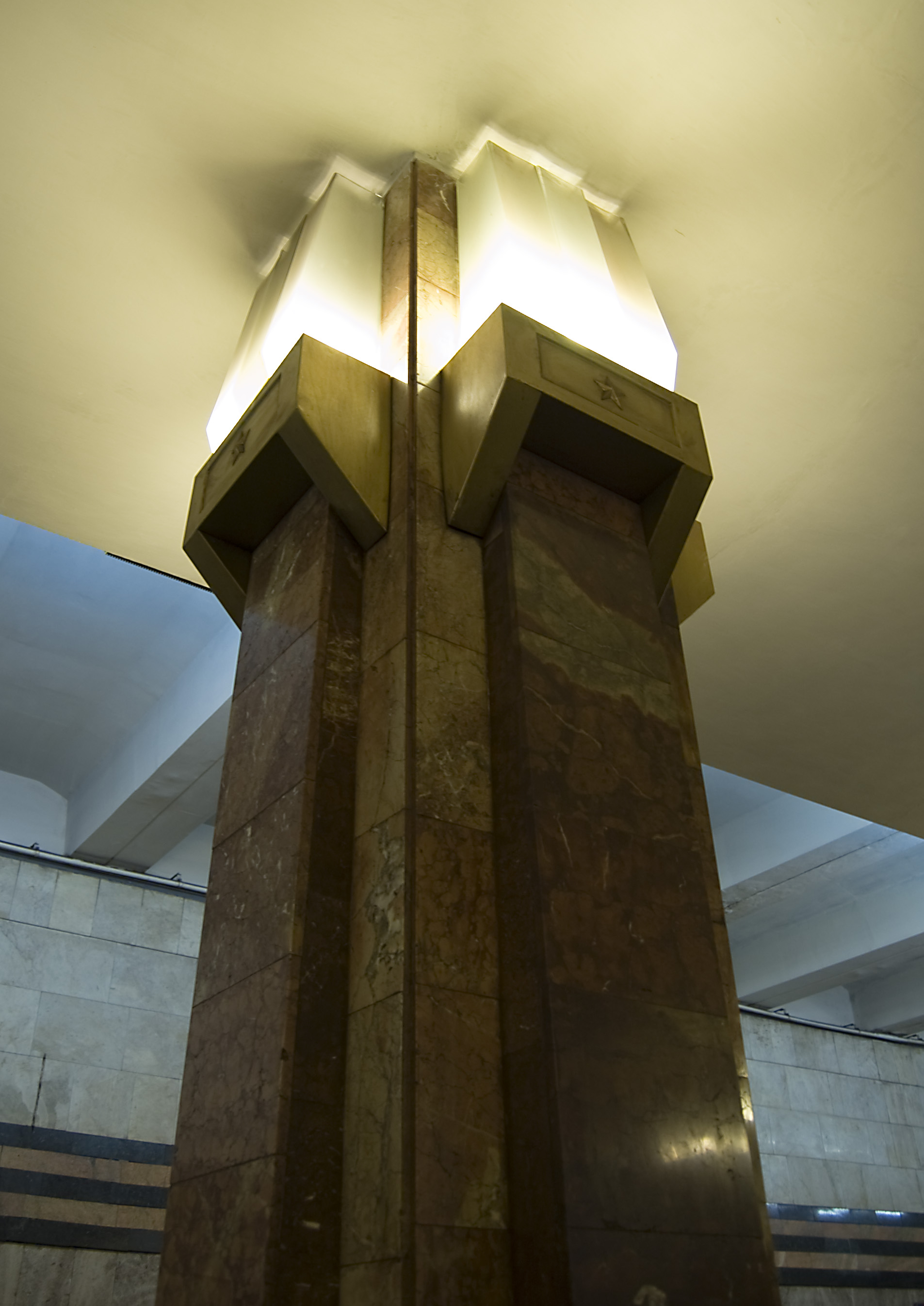
Світильник на колоні
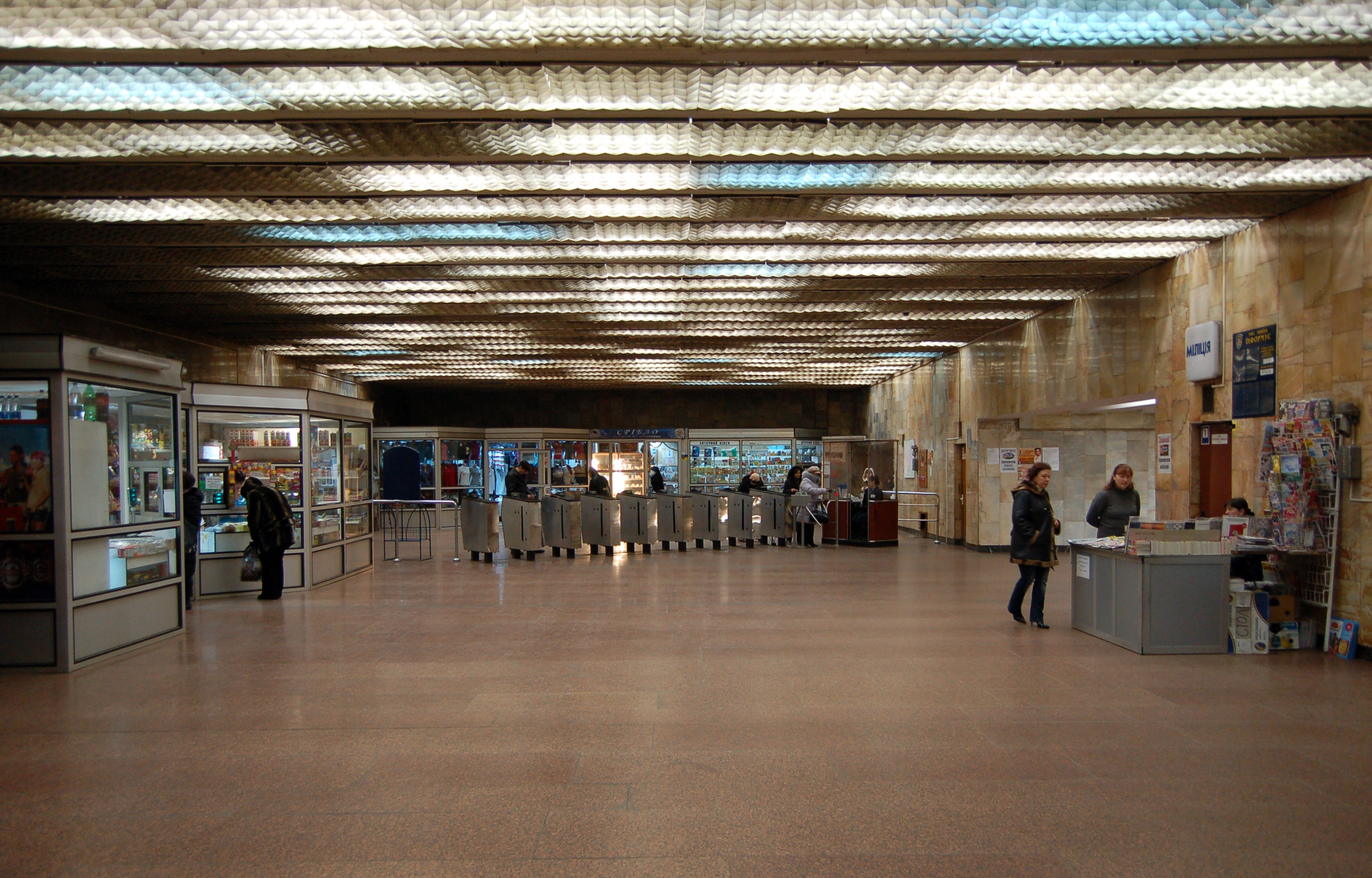
Підземний вестибюль з касовим залом